# 永尾カルビ
永尾 カルビ（ながお カルビ、1960年 - ）は、日本の作家、エッセイスト、コラムニスト。男性。血液型はB型。

## 略歴
宮崎県生まれ。関西学院高等部卒業後、上京。編集プロダクションや雑誌の編集部のアルバイトを経て、1980年代前半より独立して文筆活動を始める。永尾カルビの筆名は1987年頃より使用。
1990年代初め、小林よしのりが「SPA!」に連載していた「ゴーマニズム宣言」を揶揄する内容の文章を「週刊文春」に寄稿したところ、小林から「ゴーマニズム宣言」において、顔写真入りで反撃を受けたことがある。
1995年に刊行した「真面目すぎる君に伝えたいこと」（PHP研究所）は日本図書館協会の推薦図書に指定された。
2024年現在、兵庫県川西市にて結婚相談所を運営。

## 作品

### 単行本
- オトコのための集中講義「結婚」　はまの出版　1987年　ISBN 978-4893610287
- 恋愛、苦しんだのが嘘みたい。　PHP研究所 1989年　ISBN 978-4569532981
- 結婚、考えすぎると日が暮れる　PHP研究所　1990年　ISBN 978-4569534770
- 恋愛、トホホだったのが嘘みたい。　PHP研究所　1991年　ISBN 978-4569532776
- 体育会系恋愛編　スコラ　1992年　ISBN 978-4796200714
- 今度の恋に間にあえば。　PHP研究所　1992年　ISBN 978-4569537160
- つらい恋ばかりしている××ちゃんへ 　ぴいぷる社　1994年　ISBN 978-4893740908
- 真面目すぎる君に伝えたいこと　PHP研究所　1995年　ISBN 978-4569549101
- いつまでも続く恋に必要なこと  大和書房　1996年　ISBN 978-4479681182
- 茶髪のアン―大人の恋愛残酷童話　ベストセラーズ　1997年　ISBN 978-4584183205
- 東スポ サンスポ デイリー 東中 スポニチ 日刊 穴があくほど読みました　ダイヤモンド社　1997年　ISBN 978-4478960585
- ひとりぼっちを恐れる君へ―女の子のための友情論　大和書房　1998年 ISBN 978-4479681267
- 君はどんな大人になりたいのか　鹿砦社　1998年　ISBN 978-4846302887
- 「好き」が伝わる50の方法　大和書房　1998年　ISBN 978-4479681304
- 「恋のせつなさ」を楽しむ50の方法　プラザ　1999年　ISBN 978-4878921643
- 「恋」を育てる50の方法　衆芸社　1999年　ISBN 978-4921023249
- のんびり「恋」を楽しむ50の方法　プラザ　1999年　ISBN 978-4878921759
- 男の子の心をキャッチする50の方法　衆芸社　1999年　ISBN 978-4921023362
- 「彼」と出会える50の方法　プラザ　1999年　ISBN 978-4878921827
- 好きな人がいる君へ―嘘みたいにうまくいく恋の法則　大和書房　1999年　ISBN 978-4479681335
- 男の子の嘘を見やぶる50の方法　プラザ　2000年　ISBN 978-4878922008

### 文庫
- 花婿への道　扶桑社　1991年　ISBN 978-4569563961
- 恋愛、苦しんだのが嘘みたい。　PHP研究所　1993年 ISBN 978-4569565262
- 体育会系恋愛論　扶桑社　1994年　ISBN 978-4594013936
- 恋愛、トホホだったのが嘘みたい。　PHP研究所　1994年　ISBN 978-4569566849
- こんどの恋で勝負の君へ。　PHP研究所　ISBN 978-4569567273
- 体育会系恋愛論〈Part2〉　扶桑社　1995年　ISBN 978-4594016999
- 花嫁への道　扶桑社　1995年　ISBN 978-4594018627
- 恋はこうしてやってくる。―君だけに教えたい男の本音　PHP研究所　1996年　ISBN 978-4569568775
- だから、不倫やってます　徳間書店　1996年　ISBN 978-4198905040

### 新書
- 淑女の絵日記―ちょっとミダラでセキララな女たちの一週間　はまの出版　1986年　ISBN 978-4893610157
- 十六の夏、君と。　PHP研究所　1993年　ISBN 978-4569540436
- 恋愛、こんなときどうする　集英社　1994年　ISBN 978-4086090285